# Otto Rimpler
Otto Rimpler (* 30. April 1801 in Königsberg; † 4. Mai 1882 in Naumburg (Saale)) war bis 1844 Major der preußischen Garde-Artillerie-Brigade. Während der Deutschen Revolution 1848 war er von Juni bis November Kommandeur der Bürgerwehr Berlins. Ab 1850 war Rimpler im Postdienst tätig.

## Die Bürgerwehr in Berlin 1848
Die Deutsche Revolution 1848/49 erlebte in Berlin ihren ersten Höhepunkt mit den Barrikadenkämpfen vom 18./19. März. Die blutige Konfrontation, die mehrere Hundert Tote forderte, veranlasste die Bürger, für eine eigene Bürgerwehr zur Aufrechterhaltung von Ruhe und Ordnung einzutreten, während das Militär die Stadt verlassen sollte. Am 19. März 1848 versammelte sich „zwischen 12 Uhr und 1 Uhr mittags“ in den Höfen des Königlichen Schlosses eine Volksmenge, die Minister Heinrich Alexander von Arnim die Bitte um Bewaffnung vortrug. Gegen 14 Uhr erfolgte der von Julius Rudolph Ottomar Freiherr von Minutoli, Holbein, Glaue, Haak, Dr. Woeniger, Deravanne und Krug unterzeichnete Maueranschlag zur Provisorische Bestimmung zur Organisation der Bürgerwehr: „Seine Majestität der König haben auf den Wunsch der Einwohner Berlins die Bürgerbewaffnung zu genehmigen geruht. … §3. Die Kosten der Bewaffnung trägt der Staat. … §5. Die näheren gesetzlichen Bestimmungen dieser Organisation werden so schnell als möglich in den nächsten Tagen erfolgen.“ Der König sah sich gezwungen, diesen Forderungen nachzugeben. Das Militär musste Berlin (wenn auch nur für kurze Zeit) verlassen, der König musste den Toten der Kämpfe seine Ehre erwiesen und die Bürgerwehr mit einer Stärke von zunächst rund 15.000, später 30.000 Mann wurde ins Leben gerufen. Zugelassen wurden weitgehend nur Berliner mit Bürgerrecht, sodass die Unterschichten vom Dienst in der Bürgerwehr ausgeschlossen waren. Das Kommando hatte zunächst Karl Nobiling inne, dann Friedrich von Aschoff und ab Anfang Juni, Johann Ludwig Urban Blesson.

## Wahl zum Kommandanten der Bürgerwehr
Rimpler geriet in der Folge des Berliner Zeughaussturms an die Spitze der Bürgerwehr. Das Ministerium Ludolf Camphausen und der Polizeipräsident von Minutoli traten zurück – auch auf Druck des königlichen Hofs in Potsdam. Dem Commandeur Blesson wurde die Hauptschuld an dem blamablen Auftreten der Truppe angelastet und er trat am 15. Juni zurück. An seiner Stelle wählte die Bürgerwehr Rimpler mit knapp 75 % der Stimmen gegen den vormaligen Polizeipräsidenten Julius von Minutoli von der „rechten“ und Friedrich Wilhelm Held von der „linken“ Seite zum „interimistischen Kommandeur“. Tatsächlich übte er das Amt bis zur Auflösung der Bürgerwehr am 11. November 1848 aus.

„Vor der Singakadamie erfuhr ich um Mittag, daß der Major Blesson seinen Rücktritt angezeigt habe, und daß ich zum interimistischen Führer gewählt worden sei. Ich war geneigt, abzulehnen, aber da die Nothwendigkeit unter den jetzigen Umständen eine schleunige Wiederherstellung der Commandeurstelle erforderte, so entschloß ich mich, die Wahl anzunehmen.“

Rimpler rief seine Kameraden zu besonnenem Verhalten auf und ermahnte sie ausdrücklich, die Waffe nur im äußersten Notfall zu gebrauchen.
Major Rimpler versuchte, Ruhe und Ordnung in Berlin zu wahren und wollte Tumulten vorbeugen. Dabei setzte er auch auf eine gezielte Information der Bevölkerung. In einer Bekanntmachung vom 21. Juni wies er auf den bevorstehenden Durchzug von Infanterieregimentern hin. Er betonte ausdrücklich, dass die Truppen nicht für Berlin bestimmt seien, sondern sich nur auf dem Weg von Posen nach Magdeburg befänden.

## Gegenrevolution
Am 11. September 1848 wurde von der „Kamarilla“ das Kampfprogramm zur Einleitung der Gegenrevolution in die Tat umgesetzt. Hierzu erfolgte die Berufung eines neuen Ministeriums unter Leitung des Kavalleriegenerals Friedrich Wilhelm von Brandenburg. Die protestierende Preußische Nationalversammlung wurde vertagt und angeblich zu ihrer eigenen Sicherheit nach Brandenburg verlegt. Die Bürgerwehr wurde als Sicherheitsrisiko definiert, indem „das Prinzip der Bürgerbewaffnung“ offiziell in Abrede gestellt wurde.
Als eine Deputation der Bürgerwehr, angeführt von Rimpler, Friedrich Wilhelm IV. am 15. Oktober 1848 zum Geburtstag gratulieren wollte, antwortete dieser: „Ich weiß, daß ein heldenmütiges und tapferes Volk auch ein treues ist. Aber vergessen Sie nicht, daß Sie die Waffen von mir haben, und ich es als eine Pflicht fordere, daß Sie für die Wahrung der Ordnung, des Gesetzes und der Freiheit einstehen.“
Die Nachrichten aus Wien Ende Oktober 1848 über die blutige Niederschlagung der Revolution durch kaiserliche Truppen (siehe: Revolution von 1848/1849 im Kaisertum Österreich) beunruhigten die Berliner Bevölkerung. Demokraten brachten in die Preußische Nationalversammlung einen Antrag ein, in dem die preußische Regierung zu einer direkten militärischen Unterstützung Wiens aufgefordert wurde. Der Antrag wurde abgelehnt. Verabschiedet wurde am 31. Oktober 1848 eine Aufforderung an die Zentralregierung in Frankfurt am Main, „geeignete Maßnahmen zu ergreifen.“ Dieser Beschluss löste bei der auf dem Gendarmenmarkt eine große Empörung aus. Im Verlauf der Tumulte wurden ein Demonstrant getötet und mehrere Bürgerwehrmänner verletzt. Commandeur Rimpler rief in einem dramatischen Appell die Bevölkerung Berlins am 2. November 1848 dazu auf, die Beschlüsse der Nationalversammlung zu achten und Ruhe zu bewahren. Nach einer Ermahnung des Innenministeriums an die Bürgerwehr war klar, dass jeder weitere gewalttätige Zusammenstoß unweigerlich zum Einsatz des Militärs führen würde.
Der Minister des Innern Franz August Eichmann drohte der Berliner Bürgerwehr an, „sofort die bewaffnete Militairmacht zu requirieren“. Das Kommando der Bürgerwehr „findet darin eine Verletzung der Bürgerwehr und den städtischen Behörden in Betreff der Requisition des Militairs von den Ministern gegebenen und anerkannten Zusicherungen, und hat demnach seinerseits beim Minister des Innern Verwahrung eingelegt.“
Rund um Berlin herum waren Armeeeinheiten aufgerückt, deren Einmarsch in die Hauptstadt nur eine Frage des Befehls war.
Nachdem der Kommandant der Bürgerwehr Major a. D. Rimpler erklärte, dass er mit den ihm zur Verfügung stehenden Kräften, die Stadt nicht gegen die königlichen Truppen verteidigen könne, rief die Nationalversammlung zum passiven Widerstand auf. Am 10. November 1848 konnte daher die Armee mit einer Stärke von 13.000 Soldaten und mit 60 Geschützen unter der Führung von Wrangels ungehindert durch das Brandenburger Tor einrücken. Die Berliner Bevölkerung äußerte sehr lebhaft ihren Unmut. Doch die Stadt blieb ruhig.
Es ergab sich der Disput Rimplers mit Friedrich von Wrangel, der vom König den Auftrag erhalten hatte, die Revolutionäre zu bezwingen. Es kam zu einer Verständigung, die Blutvergießen verhinderte. Überliefert ist der Dialog: Major Rimpler erklärte als Kommandant der Berliner Bürgerwehr, er habe den Befehl, die Nationalversammlung zu verteidigen und werde nur der Gewalt weichen. General Wrangel entgegnete darauf: „Dann sollten Se jetzt weichen, Herr Major, de Jewalt is nämlich da.“
Die Bürgerwehr ergab sich in die Hände von Wrangels, der die Versammlung der Volksvertreter im Schauspielhaus dann auflöste und den Belagerungszustand ausrufen ließ. Die Bürgerwehr löste sich aufgrund der Präsenz der Armee auf, Rimpler legte sein Amt als Kommandant der Bürgerwehr nieder.
Listen wurden verbrannt, um sich einer Entwaffnung zu entziehen, der sich die Bürgerwehrmitglieder nicht freiwillig unterziehen wollten. Noch in der gleichen Nacht kamen die Bürgerwehroffiziere in der Jägerstraße zusammen. Unter dem Vorsitz von Actuarius Thiele wurden die nächsten Schritte beraten. Von der Linken waren Waldeck, Berends, d’Ester und Bauer zugegen. Obwohl heftige Dispute geführt wurden, wurde jedoch überwiegende Übereinstimmung in dem Punkt getroffen, dass die Waffen nicht abgegeben werden sollten.
Im Verfolg des Erlasses des Königlichen Staats-Ministeriums verhängt „Der Oberbefehlshaber der Truppen in den Marken. General der Kavallerie“ von Wrangel am 12. November 1848 den Belagerungszustand für „die Stadt Berlin und ihr zweimeiliger Umkreis“.

## Naumburg
Im Adressbuch der Stadt Naumburg von 1875 wurde Otto Rimpler als Major a. D. und Postdirector sowie Ritter des Roten Adlerordens ausgewiesen.